# Gmina Fremont (hrabstwo Buchanan)

Położenie Gminy Fremont w hrabstwie Buchanan

Gmina Fremont (ang. Fremont Township) – gmina w USA, w stanie Iowa, w hrabstwie Buchanan. Według danych z 2000 roku gmina miała 271 mieszkańców.